# 阿什莉·巴比特
阿什莉·伊丽莎白·巴比特（1985年10月10日—2021年1月6日），美国退役军人。2021年1月6日，因前往华盛顿特区参与示威，被美国警方击毙。

## 简历
1985年10月10日，阿什莉出生于美国加州。她毕业于埃尔卡皮坦高中，并开始投入军事生涯。2004年至2010年间，曾参与伊拉克战争。她是特朗普的支持者。